# Korpysy
Korpysy – wieś w Polsce położona w województwie wielkopolskim, w powiecie ostrzeszowskim, w gminie Ostrzeszów.
W latach 1815–1918 Korpysy, pod niemiecką nazwą Ottosberg.
W latach 1975–1998 miejscowość administracyjnie należała do województwa kaliskiego.